# Constitution marocaine de 2011
 (avril 2020).
Si vous disposez d'ouvrages ou d'articles de référence ou si vous connaissez des sites web de qualité traitant du thème abordé ici, merci de compléter l'article en donnant les références utiles à sa vérifiabilité et en les liant à la section « Notes et références ».
Lire en ligne

Lire en ligne ;
Wikisource : traduction en français

1996
La Constitution marocaine de 2011 (en arabe :  الدستور المغربي ; en tamazight : ⵜⵎⴻⵏⴷⴰⵡⵜ ⵜⴰⵎⴻⵖⵔⵉⴱⵉⵢⵜ) est l'actuelle norme juridique suprême du royaume marocain. Elle est la sixième constitution marocaine, les précédentes datant de 1962, 1970, 1972, 1992 et 1996.
Fondement juridique renouvelé, entre autres de la monarchie marocaine, elle a été proposée environ quatre mois après le mouvement de contestation dans le pays, survenu modérément après le Printemps arabe démarré en décembre 2010 en dehors. Elle est marquée par un relatif rééquilibrage des pouvoirs et par la clarification et la précision d'un certain nombre de principes pour une meilleure interprétation de ses dispositions. Elle est perçue par l'essentiel de la classe politique comme une nouvelle étape dans le processus de parachèvement de la construction de l'État de droit et des institutions démocratiques au Maroc[réf. nécessaire].
La nouvelle constitution, promulguée par le dahir no 1-11-91 du 30 juillet 2011, puise l’essentiel de ses dispositions dans les propositions des instances politiques, syndicales, associatives et de jeunesse. Elle comporte 180 articles, contre 108 dans celle de 1996.
Le bloc de constitutionnalité du nouveau texte se trouve énoncé dans le préambule qui fait désormais partie intégrante de la nouvelle constitution. Il s'agit essentiellement de la protection et de la promotion des dispositifs des Droits de l’homme et du droit international humanitaire, du bannissement et de la lutte contre toutes les discriminations et de la primauté des conventions internationales sur le droit interne marocain.
La cour constitutionnelle marocaine, tardivement créée par la loi organique 066-13 (du 13/8/14 publiée au BO du 4/9/14) peut vérifier, avant leur promulgation, la conformité des lois organiques à la Constitution ainsi que les autres lois quand elle en est saisie. Elle est aussi compétente pour connaître d’une exception d’inconstitutionnalité soulevée au cours d’un procès, lorsqu’il est soutenu par l’une des parties que la loi dont dépend l’issue du litige, porte atteinte aux droits et libertés garantis par la Constitution.
Toutefois, l'article 2 de la loi 39-08, affectant le droit de propriété privée et promulguée par Dahir n°1-11-178 du 22 novembre 2011, bien que reconnu non constitutionnel n'a jamais été soumis ni à la validation par le Conseil Constitutionnel, ni à la publication du texte en version française au Bulletin Officiel.
Il en est de même de l'article 9 de la Loi de finances 2020, non constitutionnel. 
Les principales dispositions de la constitution sont exposées ci-après.

## La royauté
En plus du préambule, la constitution comporte 14 titres et 180 articles. La rédaction a privilégié la forme d'annonces, tenté d'apporter un éclairage constitutionnel à des faits et événements survenus au cours des années de pratique de la constitution précédente et recherché des consensus politiques et sociaux. Elle a aussi intégré des dispositions contenues dans des lois existantes. Elle fixe aussi les contenus d'un certain nombre de principes tels que la Nation, l'État, les autorités publiques, les institutions politiques et l'amazighité comme Identité commune du peuple Marocain etc.
L'article 1er énonce que « Le Maroc est une monarchie constitutionnelle, démocratique, parlementaire et sociale », seule manière de concilier les demandes de toutes les tendances politiques. Il s'agit d'une monarchie dite « active », dans la mesure où les prérogatives du roi du Maroc, en matière de définition et d'exécution des politiques publiques, restent relativement importantes même si elles ont été réduites par rapport à la constitution précédente.
Le roi exerce ses pouvoirs par dahir, décret-loi royal. Il nomme le chef du gouvernement au sein du parti arrivé en tête des élections de la Chambre des représentants ainsi que les ministres, sur proposition du chef du gouvernement. Il préside le Conseil des ministres, composé du chef du gouvernement et des ministres. Il peut renvoyer les Ministres, à son initiative, ou sur proposition du chef du gouvernement. Il peut dissoudre les deux Chambres du Parlement ou l’une d’elles.
C'est aussi le roi qui nomme, sur proposition du chef du gouvernement et à l’initiative du ministre concerné, le gouverneur de la banque centrale, les ambassadeurs, les walis et gouverneurs (préfets des régions et provinces) et les responsables des administrations chargées de la sécurité intérieure du Royaume, ainsi que des responsables des établissements et entreprises publics stratégiques. Le chef du gouvernement, lui, nomme aux autres emplois civils dans les administrations publiques et aux hautes fonctions des établissements et entreprises publics.
Le roi est aussi le chef suprême des Forces armées. Il préside à ce titre le Conseil supérieur de sécurité, instance de concertation sur les stratégies de sécurité intérieure et extérieure du pays, et de gestion des situations de crise. Il préside le Conseil supérieur du pouvoir judiciaire et le Conseil supérieur des oulémas, en sa qualité de Commandeur des croyants.
Il peut aussi déclarer l'état d'exception mais le Parlement n'est pas dissous au cours de cette période.

## Le parlement
Le Parlement se compose de deux chambres. Les membres de la Chambre des représentants sont élus au suffrage universel et ceux de la Chambre des conseillers sont élus parmi les membres des conseils régionaux et communaux, des chambres professionnelles et des représentants des associations professionnelles et syndicales.
Le Parlement concentre tout le pouvoir législatif, en dehors de celui concédé au Roi comme indiqué ci-avant. C'est le Parlement qui vote les lois. Son pouvoir législatif se trouve renforcé par l'extension des domaines de la loi. Celle-ci, en plus des libertés et droits fondamentaux, de la détermination des infractions et des peines, des garanties fondamentales des fonctionnaires, des régimes électoral, fiscal, douanier, des droits réels et des régimes des propriétés immobilières publique, privée et collective… inclut le statut de la famille et l’état civil, les règles du système de santé, les médias, l’organisation judiciaire, les régimes des transports, des banques, des sociétés d’assurances et des mutuelles, des technologies de l’information et de la communication, la gestion de l’environnement, les orientations et l’organisation de l’enseignement, de la recherche scientifique et de la formation professionnelle…
Les deux chambres disposent, comme par le passé, du même pouvoir législatif. La primauté de la Chambre des représentants est limitée, pour des questions stratégiques, à l'ordre de passage des textes. La Loi de Finances doit d'abord être présentée à la Chambre des représentants ; par exemple.
La transhumance politique est prohibée par la nouvelle constitution et tout membre de l’une des deux Chambres qui renonce à son appartenance politique au nom de laquelle il s’est porté candidat aux élections ou le groupe ou groupement parlementaire auquel il appartient, est déchu de son mandat. L'immunité parlementaire est désormais limitée aux seuls délits d'opinion ou d’un vote émis dans l’exercice des fonctions du parlementaire et exclut donc les délits de droit commun et les délits d’opinion qui met en cause la forme monarchique de l’État, la religion musulmane ou constitue ou qui porte atteinte au respect dû au Roi.

## Le gouvernement
Le pouvoir exécutif reste partagé entre le gouvernement et le roi. Le Premier ministre est élevé au rang de chef du gouvernement et préside à ce titre le Conseil de gouvernement mais le Conseil des ministres continue d'être présidé par le roi.
Les pouvoirs et la composition de l'un et de l'autre Conseil sont définis. Le Conseil du gouvernement se compose de tous les ministres, ministres délégués et autres secrétaires d'État. Il délibère des politiques publiques et sectorielles, de l’engagement de la responsabilité du gouvernement devant la Chambre des représentants, des questions d’actualité liées aux Droits de l'homme et à l’ordre public, des projets de loi, décrets-lois, projets de décrets réglementaires et de la nomination des secrétaires généraux et des directeurs centraux des administrations publiques, des présidents d’universités, des doyens et des directeurs des écoles et instituts supérieurs. Le Conseil de gouvernement n'a qu'un pouvoir délibératif en matière de politique générale de l’État, des conventions internationales, du projet de loi de finances.
C'est le Conseil des ministres, où siègent uniquement le chef du gouvernement et les ministres, qui est compétent en matière d'orientations stratégiques de la politique de l’État, de révision de la Constitution, des projets de lois organiques, des orientations générales du projet de loi de finances, d’amnistie, des projets de textes relatifs au domaine militaire, de la déclaration de l’état de siège, de la déclaration de guerre.
Même avec un pouvoir limité, le Gouvernement est responsable devant le Parlement. Il présente son programme et dégage les lignes directrices de l’action que le gouvernement se propose de mener dans les divers secteurs de l’activité, notamment dans les domaines de la politique économique, sociale, environnementale, culturelle et extérieure. Ce programme fait l’objet d’un débat devant chacune des deux Chambres et est suivi d’un vote à la Chambre des représentants. Le gouvernement est investi après avoir obtenu la confiance de la Chambre.

## La Cour constitutionnelle
La Cour Constitutionnelle exerce les attributions qui lui sont dévolues par les articles de la Constitution et les dispositions des lois organiques. Elle statue, par ailleurs, sur la régularité de l'élection des membres du Parlement et des opérations de référendum.
Les lois organiques avant leur promulgation et les règlements de la Chambre des Représentants et de la Chambre des Conseillers, avant leur mise en application, doivent être soumis à la Cour Constitutionnelle qui se prononce sur leur conformité à la Constitution.
Aux mêmes fins, les lois et les engagements internationaux peuvent être déférés à la Cour Constitutionnelle avant leur promulgation ou leur ratification, par le Roi, le Chef du Gouvernement, le Président de la Chambre des Représentants, le Président de la Chambre des Conseillers, ou par le cinquième des membres de la Chambre des Représentants ou quarante membres de la Chambre des Conseillers. 
Dans les cas prévus aux deuxième et troisième alinéas du présent article, la Cour Constitutionnelle statue dans un délai d'un mois à compter de sa saisine. Toutefois, à la demande du gouvernement, s'il y a urgence, ce délai est ramené à huit jours. 
Dans ces mêmes cas, la saisine de la Cour Constitutionnelle suspend le délai de promulgation. 
Elle statue sur la régularité de l'élection des membres du Parlement dans un délai d'un an, à compter de la date d'expiration du délai légal du recours. Toutefois, la Cour peut statuer au-delà de ce délai, par décision motivée, dans le cas où le nombre de recours ou leur nature l'exige.
La Cour Constitutionnelle est compétente pour connaître d'une exception d'inconstitutionnalité soulevée au cours d'un procès, lorsqu'il est soutenu par l'une des parties que la loi dont dépend l'issue du litige, porte atteinte aux droits et libertés garantis par la Constitution.
Une disposition déclarée inconstitutionnelle sur le fondement de l'article 132 de la présente Constitution ne peut être promulguée ni mise en application. Une disposition déclarée inconstitutionnelle sur le fondement de l'article 133 est abrogée à compter de la date fixée par la Cour dans sa décision.
Les décisions de la Cour Constitutionnelle ne sont susceptibles d'aucun recours. Elles s'imposent aux pouvoirs publics et à toutes les autorités administratives et juridictionnelles.

## La régionalisation
Le conseil régional est l'assemblée délibérante de la région, élue au suffrage universel direct par les électeurs de la région. À l'instar des autres collectvités territoriales, ses membres sont élus pour une durée de six ans.
L'article 73 de la loi organique no 59-11, relative à l'élection des membres des conseils des collectivités territoriales, fixe le nombre des membres du conseil régional proportionnellement à la population de chaque région. Ainsi, le tableau ci-après résume les dispositions de l'article cité.
| Population                   | Nombre de conseillers régionaux |
| ---------------------------- | ------------------------------- |
| Inférieure à 250 000         | 33                              |
| entre 250 001 et 1 000 000   | 39                              |
| entre 1 000 001 et 1 750 000 | 45                              |
| entre 1 750 001 et 2 500 000 | 51                              |
| entre 2 500 001 et 3 000 000 | 57                              |
| entre 3 000 001 et 3 750 000 | 63                              |
| entre 3 750 001 et 4 500 000 | 69                              |
| dépassant 4 500 001          | 75                              |

Selon la loi organique 111-14, les membres du bureau du conseil régional sont élus juste après l’élection du président. Les mêmes conditions d’incompatibilité leur sont appliquées. L'article 28 dispose qu'un minimum de trois commissions doivent être instaurées juste après l'approbation du statut intérieur. Ces commissions seront chargées de l'étude des questions budgétaires, du développement économique, social et environnemental, de l'aménagement de l'espace. Selon l'article 36, le conseil se réunit annuellement en trois sessions ordinaires : mars, juillet et octobre. Ces sessions se tiendront en présence du wali (représentant du pouvoir central) ou de son délégué, et de toute autre personne relevant d'autres administrations à titre consultatif. La durée de chaque session ne peut excéder quinze jours (article 37), qui peut être prorogé pour une même période.